# Dinophilus pygmaeus
Dinophilus pygmaeus är en ringmaskart som beskrevs av Addison Emery Verrill 1892. Dinophilus pygmaeus ingår i släktet Dinophilus och familjen Dinophilidae. Inga underarter finns listade i Catalogue of Life.